# Melinnidae
Melinnidae (лат.) — семейство кольчатых червей отряда Terebellida из подкласса Sedentaria класса многощетинковых. Известно более 50 видов.

## Описание
Морские черви. Отличаются гладкими буккальными щупальцами, отсутствием лепестковидных хет paleae, а также одной или двумя парами крепких нотоподиальных крючьев, иногда присутствующих позади бранхий. Небольшие заострённые нейрохеты расположены на сегментах III, IV и часто на V и VI. Нейрохеты, как унцини, присутствуют с VII сегмента и всегда в один ряд. Имеются многочисленные (20—90) брюшные сегменты. Первые несколько нейроподий с тонкими остроконечными волосками; остальные нейроподии с унцини.

## Систематика
Известно 4 рода и более 50 видов. Семейство Melinnidae было впервые образовано в 1919 году как подсемейство Melinninae Chamberlin, 1919 и рассматривалось в составе семейства Ampharetidae.
- Isolda Müller, 1858 — 6 видов
  - Irana Wesenberg-Lund, 1949
  - Oeorpata Kinberg, 1867 (Oerpata)
- Melinna Malmgren, 1866 — более 25 видов[6][7]
- Melinnopsides Day, 1964 — 3 вида[8][9][10]
- Melinnopsis McIntosh, 1885 — около 20 видов[11]
  - Amelinna Hartman, 1969[12]
  - Melinantipoda Hartman, 1967[13]
  - Melinnexis Annenkova, 1931[14]
  - Melinnides Wesenberg-Lund, 1950[15]
  - Moyanus Chamberlin, 1919